# 斯克拉帕區
斯克拉巴里区，是阿爾巴尼亞的36个旧区之一，这些区份在2000年7月全部撤销，并由新成立的12个州份取代。该区面积为775平方公里，2001年人口数量为29,874人。该区位于阿尔巴尼亚中南部，行政中心为乔罗沃达。该区的范围现在为培拉特州的一部分：斯克拉巴里市镇和波利钱市镇（部分）。